# Raniuszek czarnołbisty
Raniuszek czarnołbisty (Aegithalos glaucogularis) – gatunek małego ptaka z rodziny raniuszków (Aegithalidae). Występuje endemicznie w Chinach. Nie jest zagrożony wyginięciem. Wyróżnia się dwa podgatunki.

## Systematyka

### Historia
Na posiedzeniu Londyńskiego Towarzystwa Zoologicznego 27 czerwca 1854 odczytano referat o raniuszku czarnołbistym autorstwa angielskiego przyrodnika Frederica Moore’a. Autor nazwał tego ptaka Orites (?) glaucogularis, nie będąc pewnym jego przynależności rodzajowej, zaś opisany okaz pochodził z kolekcji angielskiego ornitologa Johna Goulda. Gould opisał następnie ptaka w swojej książce The Birds of Asia i zacytował pracę Moore’a. Użył epitetu gatunkowego Moore’a, ale umieścił go w rodzaju Mecistura, nadając gatunkowi binominalną nazwę Mecistura glaucogularis. Jako miejsce typowe wskazał Szanghaj. Ponieważ praca Goulda ukazała się drukiem w 1855 roku przed publikacją Towarzystwa Zoologicznego, zgodnie z zasadami Międzynarodowego Kodeksu Nomenklatury Zoologicznej publikacja Goulda ma pierwszeństwo.

### Etymologia
Nazwa glaucogularis łączy łacińskie glaucus „jaskrawo” i nowołacińskie gularis „-gardły”.

### Taksonomia
Obecnie raniuszek czarnołbisty umieszczany jest w rodzaju Aegithalos (rodzaje Orites i Mecistura nie są już uznawane). Dawniej takson ten bywał uznawany za podgatunek raniuszka zwyczajnego (Aegithalos caudatus), ale jego upierzenie jest odmienne i istnieją między nimi znaczne różnice genetyczne.
Rozpoznano dwa podgatunki A. glaucogularis:
- A. g. glaucogularis (Gould, 1855) – podgatunek nominatywny
- A. g. vinaceus (J. Verreaux, 1871) – podgatunek północny/górski

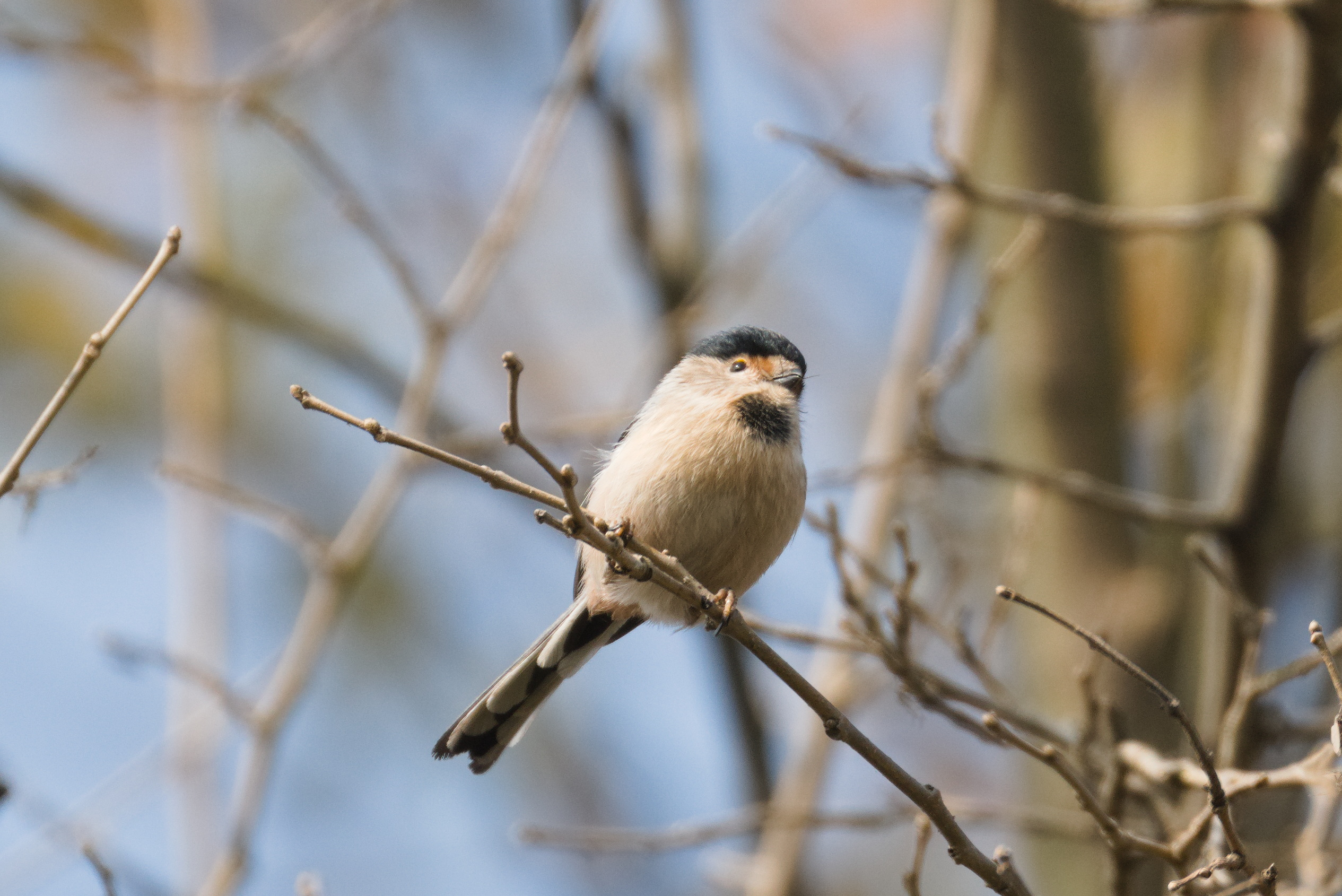
A. g. glaucogularis, Ezhou, prowincja Hubei
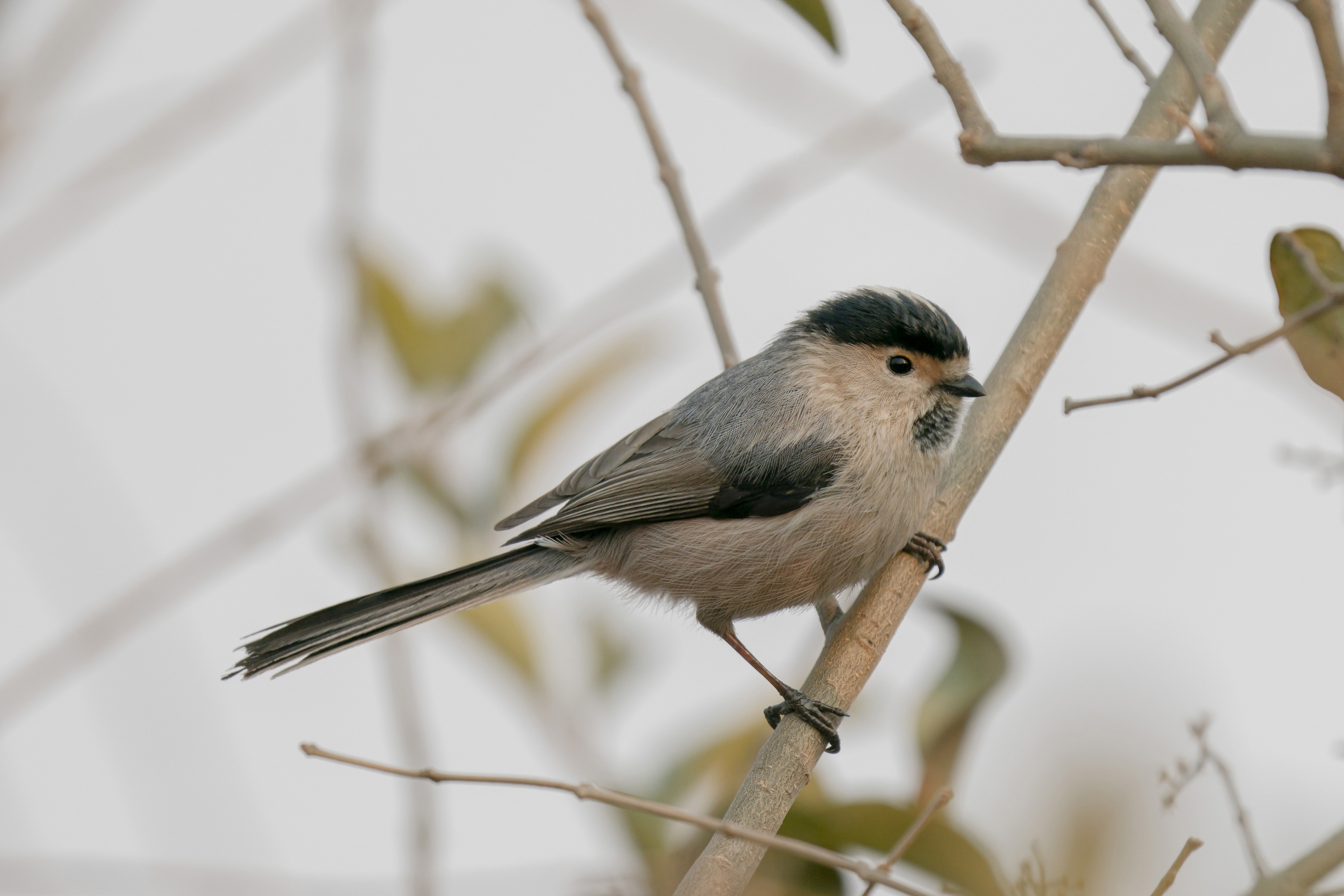
A. g. vinaceus, Weifang, prowincja Szantung

## Morfologia
Długość ciała 11–13 cm, w tym ogon 5–8 cm. Masa ciała 6,5–9 g. Samice upierzeniem przypominają samce, ale zazwyczaj są od nich mniejsze i lżejsze.

## Występowanie
Raniuszek czarnołbisty jest szeroko rozpowszechniony w lasach klimatu umiarkowanego Chin centralnych, wschodnich oraz części północnych i zachodnich. Rodzime siedliska tego ptaka znajdują się głównie wzdłuż środkowego/dolnego dorzecza Jangcy i Huang He, choć istnieje też niewielkie rozszerzenie zasięgu w kierunku południowo-zachodnim do prowincji Junnan wzdłuż doliny Lancang w górach Hengduan Shan. Ptak ten nie odbywa migracji. Występuje do wysokości co najmniej 3050 m n.p.m. Poszczególne podgatunki zamieszkują:
- A. g. glaucogularis – dorzecze środkowej/dolnej Jangcy w środkowo-wschodnich Chinach – od prowincji Hubei (prawdopodobnie także nizin Syczuanu), południowych części prowincji Shaanxi i Henan na wschód do Jiangsu i północnej części prowincji Zhejiang
- A. g. vinaceus – dorzecze Żółtej Rzeki (Huang He) w północnych Chinach z rozszerzeniem zasięgu w kierunku północno-wschodnim do zachodniej części prowincji Liaoning oraz w kierunku południowo-zachodnim po środkową Gansu, wschodnią Qinghai, zachodni Syczuan i Junnan

## Status zagrożenia
W Czerwonej księdze gatunków zagrożonych Międzynarodowej Unii Ochrony Przyrody (IUCN) raniuszek czarnołbisty klasyfikowany jest jako gatunek najmniejszej troski (LC – Least Concern). Liczebność populacji nie została oszacowana, ale ptak ten opisywany jest jako szeroko rozprzestrzeniony i dość pospolity. Trend liczebności populacji oceniany jest jako stabilny, choć fluktuujący.